# Élection présidentielle américaine de 1980 dans l'État de New York
L'élection présidentielle américaine de 1980 dans l'État de New York a lieu le 4 novembre 1980 comme dans les 49 autres États qui composent alors les États-Unis ainsi que le district de Columbia. Les électeurs new-yorkais choisissent des grands électeurs pour les représenter dans le collège électoral à travers un vote populaire. L'État de New York dispose en 1980 de 41 grands électeurs. L'État donne l'ensemble de ses grands électeurs au candidat du Parti républicain, l'ancien gouverneur de Californie Ronald Reagan. 
Le candidat vainqueur de ce scrutin dans tout le pays sera également Reagan qui occupera la présidence des États-Unis du 20 janvier 1981 au 20 janvier 1989, ayant été réélu en 1984.